# Rolls-Royce Kestrel
Il Rolls-Royce Kestrel (gheppio in lingua inglese), o type F, fu un motore aeronautico dodici cilindri a V sviluppato dall'azienda britannica Rolls-Royce Limited nei tardi anni venti, prodotto per tutto il decennio successivo e utilizzato da numerosi velivoli nel periodo interbellico prima dell'inizio della seconda guerra mondiale.

## Storia del progetto
Fu il primo motore britannico a venire realizzato con la tecnica della fusione del blocco dei cilindri, o monoblocco. Con questa tecnica il blocco dei cilindri, in alluminio, veniva fuso in un solo pezzo. Successivamente, con una lavorazione meccanica, in questo blocco venivano realizzati i cilindri. In precedenza ogni cilindro veniva realizzato, in acciaio, come pezzo unico e poi, unito agli altri, andava a formare il blocco cilindri. Il risultato dell'impiego di questa nuova tecnica era una maggiore semplicità di costruzione e una maggiore leggerezza anche se l'adozione di questa tecnologia comportava degli investimenti nei macchinari adatti.
Il primo motore realizzato con questa tecnica fu lo statunitense Curtiss D-12 che si rivelò un'ottima unità, capace di competere con i migliori motori a livello mondiale e conseguire numerosi primati, e che nelle sue fasi di sviluppo riuscì a realizzare sempre nuovi incrementi di potenza. Data la mancanza di disponibilità nel Regno Unito di un propulsore capace di simili prestazioni, la Fairey decise di importare cinquanta D-12 da utilizzare su modelli di propria produzione e questo esortò il Ministero dell'Aria britannico a promuovere presso la Napier & Son e la Rolls-Royce Ltd lo sviluppo di un nuovo motore dalle caratteristiche simili a quelle del Curtiss.
Le due aziende avviarono, ciascuna per proprio conto, la progettazione di un propulsore adatto allo scopo. Ma durante la fase di progettazione Arthur Rowledge, uno dei capi progetto della Napier e artefice del motore Napier Lion, abbandonò l'azienda per divergenze con la direzione offrendosi quindi alla Rolls-Royce, e questo passaggio significò la fine del progetto Napier e il decollo di quello Rolls-Royce.
Rowledge impiegò sul nuovo progetto tutte le innovazioni che erano state introdotte dopo l'uscita del Curtiss D-12 tra le quali la sovralimentazione a tutte le altitudini. Questo permise al Kestrel di fornire prestazioni decisamente migliori dei motori aspirati, cioè non sovralimentati, dell'epoca. Inoltre questa tecnologia prometteva degli incrementi di potenza dovuti al solo aumento della pressione di sovralimentazione.
Un altro punto a favore del Kestrel fu dato dalla pressurizzazione del circuito di raffreddamento che permetteva di controllare la temperatura di ebollizione dell'acqua e quindi garantire il raffreddamento del motore a tutte le altitudini. Infatti se l'acqua alla pressione ambientale bolle a 100 °C, diminuendo la pressione, come accade ad un velivolo che sale di quota, questa temperatura si abbassa. Alle alte quote ci sarebbe la necessità di un gigantesco radiatore che raffreddasse il liquido che avrebbe una bassissima, vicina allo zero, temperatura di ebollizione. Inoltre la pressurizzazione del circuito ha effetti positivi anche alle basse quote, innalzando la temperatura di ebollizione. Il Kestrel venne costruito in modo che questa temperatura fosse prossima ai 150 °C.
Il modello venne avviato alla produzione nel 1927. I motori di questa serie fornivano 450 hp (340 kW). Con il modello IB salirono a 525 (390 kW). Fu questa versione ad essere utilizzata sulla famiglia di caccia britannici Hawker Hart che nella prima metà degli anni trenta rappresentava la spina dorsale della difesa aerea dell'isola.
Non fu necessario attendere molto per vedere salire ancora la potenza del Kestrel. Con la versione V si raggiunsero i 695 hp (520 kW) a 3 000 giri al minuto senza che venissero apportate sostanziali modifiche al progetto. La versione XVI del Kestrel, che venne montata sul velivolo da addestramento Miles Master arrivò a fornire 745 hp (560 kW).
La maggiore disponibilità di carburante ad alto numero di ottani, verso la fine degli anni trenta, permise di raggiungere livelli di potenza superiori senza correre il rischio di avarie. La versione XXX del Kestrel, prodotta nel 1940, forniva 1 050 hp (780 kW).
L'importanza di questo motore, utilizzato anche su alcuni prototipi di velivoli militari di produzione tedesca tra cui il caccia Messerschmitt Bf 109 ed il bombardiere in picchiata Junkers Ju 87 Stuka, risiede nel fatto che fornì la base sulla quale si svilupparono i successivi progetti della Rolls-Royce e che culminarono nel famosissimo Merlin.

## Velivoli utilizzatori
Belgio
- Renard R.31

 Cecoslovacchia
- Praga E-45 [4]

 Germania
- Arado Ar 67
- Arado Ar 80
- Blohm & Voss Ha 137 V3 (prototipo)

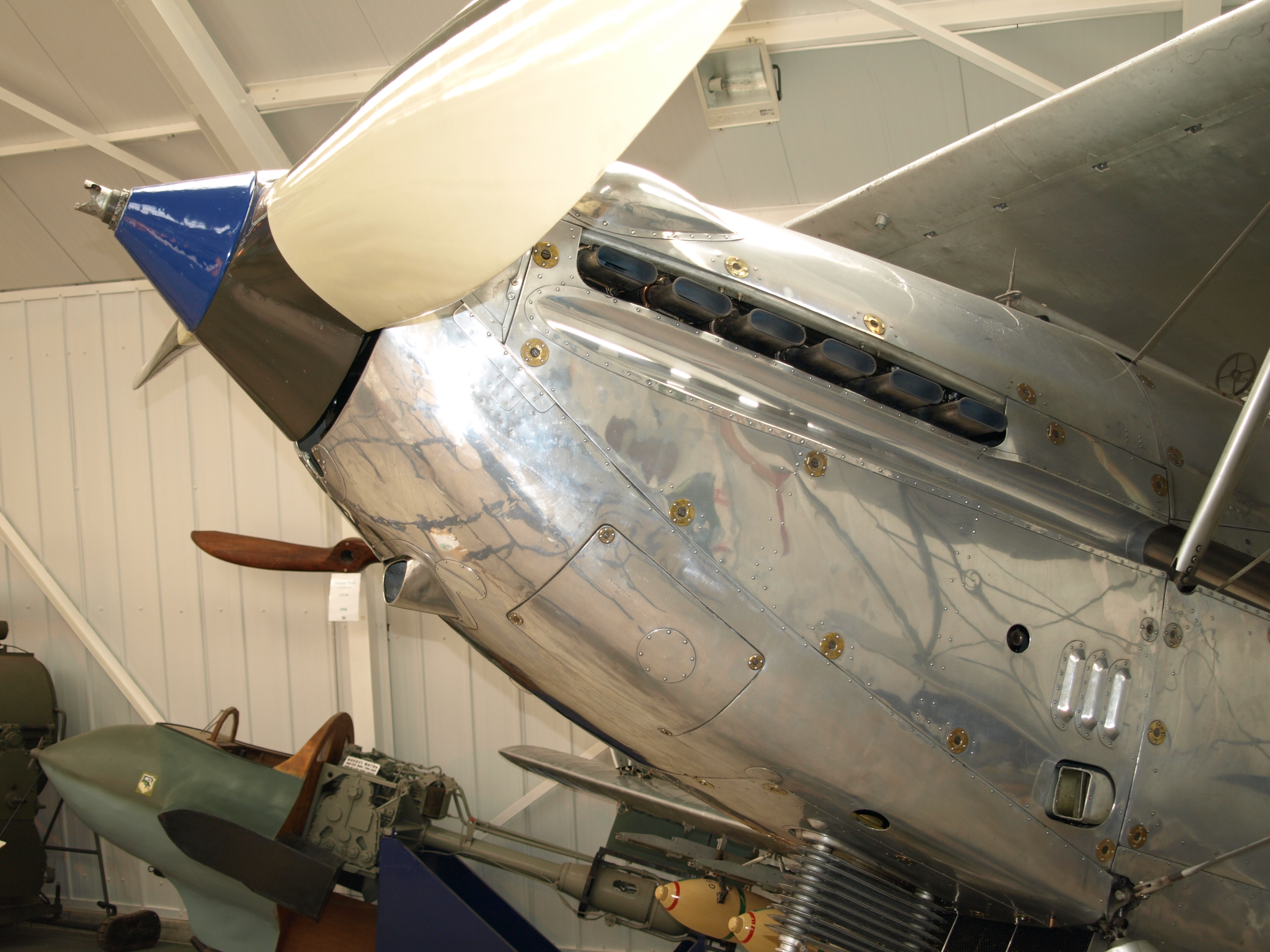
Rolls-Royce Kestrel installato nell'Hawker Hind appartenente alla Shuttleworth Collection.

- Dornier Do J
- Heinkel He 70 G-1
- Heinkel He 112 (solo prototipo)
- Henschel Hs 122
- Junkers Ju 86
- Heinkel He 118 V1 (prototipo)
- Junkers Ju 87 (solo prototipo)
- Messerschmitt Bf 109A

 Paesi Bassi
- Fokker C.V
- Fokker C.X
- Fokker D.XVII

 Regno Unito
- Airco DH.9
- Avro Antelope
- Blackburn Nautilus
- Blackburn Sydney
- Fairey Fleetwing
- Fairey Hendon
- Fairey S.9/30 [5]
- Gloster Gnatsnapper
- Gloster TC.33 [6]
- Gloster TSR.38
- Handley Page Hamilton
- Handley Page Heyford
- Handley Page H.P.30
- Hawker Audax
- Hawker Demon
- Hawker Fury
- Hawker Hardy
- Hawker Hart
- Hawker Hind
- Hawker Hornet
- Hawker Nimrod
- Hawker Osprey
- Miles Master Mk.I
- Miles Kestrel
- Parnall Pipit
- Saro A.10
- Short Gurnard
- Short Singapore
- Supermarine Scapa
- Supermarine Southampton
- Vickers F.21/26
- Vickers Type 150
- Vickers Type 163
- Westland Wizard

## Altri utilizzi
- Speed of the Wind

### Pubblicazioni
- (EN) The Home of Rolls-Royce Engine, in Flight, http://www.flightglobal.com/home/default.aspx, 13 novembre 1931. URL consultato il 1º dicembre 2009.